# Bryan Hughes
Bryan Hughes (* 19. Juni 1976 in Liverpool) ist ein ehemaliger englischer Fußballspieler und heutiger -trainer. 

## Spielerkarriere
Bryan Hughes startete seine Karriere als Fußballprofi 1994 beim FC Wrexham. Dort konnte er erstmals auf sich aufmerksam machen und wechselte nach drei Jahren zu Birmingham City. Für die Blues traf er in 247 Spielen 34 Mal und stieg mit dem Verein 2001/02 in die Premier League auf. 
Nach sieben Jahren bei City zog es Hughes in die Hauptstadt zu Charlton Athletic. Dort hielt es ihn drei Jahre, ehe er 2007 zum Ligarivalen Hull City wechselte, mit dem er als Leistungsträger zum zweiten Mal in seiner Spielerlaufbahn in die oberste englische Spielklasse aufstieg. In der Premier-League-Saison 2008/09 kam Hughes dann jedoch nur noch zu vereinzelten Einsätzen und nachdem er vor Beginn der anschließenden Runde keine offizielle Rückennummer erhalten hatte, lieh ihn der Klub Ende Oktober 2009 für einen Monat an den Zweitligisten Derby County aus.